# Camp de les Abelles

El Camp de les Abelles, respecte del terme de Castellcir

El Camp de les Abelles és un camp de conreu del terme municipal de Castellcir, a la comarca del Moianès.
Està situat a prop de l'extrem occidental del terme de Castellcir, a ponent de la masia del Verdeguer i al nord del Serrat del Verdeguer.